# Фрий-флоут
„Фрйй-флоут“ или „пъблик флоут“ са акциите на дадено дружество, които се търгуват публично.
Представлява частта от акциите на дадена компания/корпорация, която е в ръцете на публични инвеститори и не принадлежи на промоутъри, служители на компанията, правителството и членове на борда на директорите на корпорацията. Това понякога е приемано за по-добър начин за калкулиране на пазарната стойност (капитализация) на дадена компания и представя по-реално отражението ѝ в сравнение с общата пазарна капитализация.
В тази връзка „флоут“-а може да бъде разглеждан като цялостна пазарна капитализация или всички акции, които могат да са публично търгуеми.
„Флоутът“ се пресмята чрез изваждане на ограничените акции от цялото количество.
Например ако компания има общо 1 млн. акции, но само 700 хил. се търгуват свободно на борсата, следва че „флоутът“ е 700 хил. акции.
Пазарите с малък „флоут“ са по-волатилни в сравнение с тези с голям „флоут“. Големи акционерски холдинги и фондове, както и правителствени такива, са изключени при формиране на данните за „пъблик/фрий флоут“-публично предлагани книжа.
Българската фондова борса изчислява индекса си SOFIX на базата на пазарната капитализация на включените 15 емисии обикновени акции, коригирана с фрий-флоута на всяка от тях.